# Liste des plus hauts bâtiments du Vietnam
Cette Liste des plus hauts bâtiments du Vietnam liste les gratte-ciel du Vietnam.

## Liste
| Bâtiment                                  | Image | Hauteur  | Étages | Fin  | Ville             |
| ----------------------------------------- | ----- | -------- | ------ | ---- | ----------------- |
| Landmark 81                               |       | 461 m    | 81     | 2018 | Hô-Chi-Minh-Ville |
| Keangnam 72                               |       | 336 m    | 72     | 2011 | Hanoï             |
| Lotte Center Hanoi                        |       | 272 m    | 65     | 2014 | Hanoï             |
| Tour financière Bitexco                   |       | 262,5 m  | 68     | 2010 | Hô-Chi-Minh-Ville |
| Keangnam Hanoi Tour 1                     |       | 212 m    | 48     | 2011 | Hanoï             |
| Keangnam Hanoi Tour 2                     |       | 212 m    | 48     | 2011 | Hanoï             |
| Vietcombank Tower                         |       | 206 m    | 40     | 2014 | Hô-Chi-Minh-Ville |
| Tour Saigon One                           |       | 195,3 m  | 42     | 2011 | Hô-Chi-Minh-Ville |
| Diamond Flower                            |       | 177 m    | 36     | 2015 | Hanoï             |
| Mairie de Da Nang                         |       | 167 m    | 34     | 2013 | Da Nang           |
| Muong Thanh Hotel                         |       | 166 m    | 42     | 2015 | Nha Trang         |
| Times Square de Saigon                    |       | 163,5 m  | 43     | 2011 | Hô-Chi-Minh-Ville |
| Novotel Han River                         |       | 155,4 m  | 38     | 2012 | Da Nang           |
| Tour Petroland                            |       | 155 m    | 33     | 2011 | Hô-Chi-Minh-Ville |
| Dragon city 1, 2                          |       | 153,3 m  | 35     | 2012 | Hô-Chi-Minh-Ville |
| The Everich II                            |       | 152 m    | 37     | 2014 | Hô-Chi-Minh-Ville |
| Thang Long Number One 1,2                 |       | 152 m    | 40     | 2014 | Hanoï             |
| Nha Trang Plaza Hotel                     |       | 150 m    | 41     | 2012 | Nha Trang         |
| Tour EVN 1                                |       | 147 m    | 33     | 2011 | Hanoï             |
| Victoria Van Phu A, B, C                  |       | 145,5 m  | 40     | 2013 | Hanoï             |
| Saigon Trade Center                       |       | 145 m    | 33     | 1997 | Hô-Chi-Minh-Ville |
| Cantavil Premier 1, 2                     |       | 144 m    | 36     | 2013 | Hô-Chi-Minh-Ville |
| Trung Hoa Nhan Chinh                      |       | 136 m    | 34     | 2007 | Hanoï             |
| Mường Thanh Sông Lam                      |       | 135 m    | 34     | 2013 | Nghệ An           |
| Saigon Pearl (Ruby 1&2)                   |       | 135 m    | 38     | 2009 | Hô-Chi-Minh-Ville |
| Saigon Pearl (Topaz 1&2)                  |       | 135 m    | 38     | 2010 | Hô-Chi-Minh-Ville |
| Saigon Pearl (Sapphire 1&2)               |       | 135 m    | 38     | 2010 | Hô-Chi-Minh-Ville |
| Dolphin Plaza 1&2                         |       | 134,5 m  | 30     | 2012 | Hanoï             |
| Sunrise City Tours S1, S2, S3, S4, S5, S6 |       | 130,9 m  | 33     | 2012 | Hô-Chi-Minh-Ville |
| Tour EVN 2                                |       | 129 m    | 29     | 2011 | Hanoï             |
| Tour M5                                   |       | 124,6 m  | 34     | 2008 | Hanoï             |
| Tour Lim                                  |       | 124,5 m  | 34     | 2012 | Hô-Chi-Minh-Ville |
| Hôtel Charmvit                            |       | 124 m    | 27     | 2010 | Hanoï             |
| Hanoï Plaza                               |       | 124 m    | 27     | 2010 | Hanoï             |
| Azura Danang                              |       | 122,55 m | 36     | 2012 | Da Nang           |
| Hung Vuong Plaza 1, 2                     |       | 120 m    | 29     | 2008 | Hô-Chi-Minh-Ville |
| Sky City Lang Ha A, B                     |       | 120 m    | 31     | 2010 | Hanoï             |
| City Garden phrase 1                      |       | 120 m    | 32     | 2012 | Hô-Chi-Minh-Ville |
| The Costa Nha Trang                       |       | 120 m    | 29     | 2012 | Nha Trang         |
| Song Da Ha Dong                           |       | 119 m    | 34     | 2010 | Hanoï             |
| Sheraton Nhatrang                         |       | 115,1 m  | 33     | 2010 | Nha Trang         |
| Tour FLC                                  |       | 115 m    | 25     | 2009 | Hanoï             |
| Diamond Island                            |       | 113 m    | 29     | 2012 | Hô-Chi-Minh-Ville |
| The Everich I 1, 2                        |       | 112 m    | 25     | 2009 | Hô-Chi-Minh-Ville |
| Thuan Kieu Plaza 1, 2, 3                  |       | 110 m    | 30     | 1998 | Hô-Chi-Minh-Ville |
| Tour Thanh Cong                           |       | 110 m    | 25     | 2006 | Hanoï             |
| Tour The Vista Office                     |       | 110 m    | 28     | 2011 | Hô-Chi-Minh-Ville |
| Tour The Vista 1, 2, 3, 4, 5              |       | 110 m    | 28     | 2011 | Hô-Chi-Minh-Ville |
| Kumho Asiana Plaza                        |       | 110 m    | 32     | 2009 | Hô-Chi-Minh-Ville |
| The Flemington A, B, C                    |       | 106 m    | 23     | 2009 | Hô-Chi-Minh-Ville |
| Saigon Centre 1                           |       | 106 m    | 25     | 1997 | Hô-Chi-Minh-Ville |
| The Manor Officetel                       |       | 106 m    | 26     | 2010 | Hô-Chi-Minh-Ville |
| Tour BIDV                                 |       | 106 m    | 25     | 2009 | Hanoï             |
| Tour VNPT                                 |       | 106 m    | 25     | 2009 | Hanoï             |
| Tour Sailing                              |       | 105 m    | 23     | 2008 | Hô-Chi-Minh-Ville |
| Centre administratif de Binh Duong        |       | 104,3 m  | 23     | 2014 | Binh Duong        |
| The Manor in Hanoi                        |       | 103 m    | 30     | 2006 | Hô-Chi-Minh-Ville |
| Tour Vinaconex                            |       | 102 m    | 27     | 2009 | Hanoï             |
| Tour CEO                                  |       | 102 m    | 27     | 2009 | Hanoï             |
| Tour Fico                                 |       | 101,9 m  | 25     | 2010 | Hô-Chi-Minh-Ville |
| Tour Centec                               |       | 101 m    | 23     | 2008 | Hô-Chi-Minh-Ville |
| Vietinbank Tower 1                        |       | 368 m    | 65     | 2016 | Hanoï             |
| Peacock Marina City 1                     |       | 300 m    | 70     | 2018 | Nha Trang         |
| Peacock Marina City 2                     |       | 300 m    | 70     | 2018 | Nha Trang         |
| Lotte Center Hanoi                        |       | 267 m    | 65     | 2014 | Hanoï             |
| Tour Vietinbank 2                         |       | 250 m    | 48     | 2016 | Hanoï             |
| The One HCMC 1                            |       | 240 m    | 55     | 2017 | Hô-Chi-Minh-Ville |
| The One HCMC 2                            |       | 218 m    | 48     | 2017 | Hô-Chi-Minh-Ville |
| Tour Vietcombank                          |       | 206 m    | 40     | 2014 | Hô-Chi-Minh-Ville |
| Phoenix Beach Nha Trang 1                 |       | 187,6 m  | 48     | 2016 | Nha Trang         |
| Phoenix Beach Nha Trang 2                 |       | 187,6 m  | 48     | 2016 | Nha Trang         |
| Phoenix Beach Nha Trang 3                 |       | 187,6 m  | 48     | 2016 | Nha Trang         |
| Tour Discovery 1                          |       | 183 m    | 38     | 2013 | Hanoï             |
| Tropicana Nha Trang Complex 1             |       | 180 m    | 50     | 2016 | Nha Trang         |
| Tropicana Nha Trang Complex 2             |       | 180 m    | 50     | 2016 | Nha Trang         |
| Tour Diamond Flowe                        |       | 177 m    | 40     | 2013 | Hanoï             |
| Mường Thanh Quê Hương Nha Trang           |       | 166,1 m  | 45     | 2014 | Nha Trang         |
| Tour Business                             |       | 168 m    | 45     | 2013 | Hanoï             |
| Habico                                    |       | 161,5 m  | 36     | 2011 | Hanoï             |
| The Everich II                            |       | 152 m    | 37     | 2013 | Hô-Chi-Minh-Ville |
| Tour BIDV                                 |       | 152 m    | 40     | 2013 | Hô-Chi-Minh-Ville |
| Kenton Plaza                              |       | 150 m    | 35     | 2012 | Hô-Chi-Minh-Ville |
| Tours EVN 1                               |       | 147 m    | 33     | 2010 | Hanoï             |
| Sunrise City (Plot W)                     |       | 139,3 m  | 35     | 2013 | Hô-Chi-Minh-Ville |
| Tour PV Power                             |       | 139 m    | 25     | 2011 | Hô-Chi-Minh-Ville |
| SME Hoang Gia                             |       | 135,5 m  | 38     | 2011 | Hanoï             |
| Cinco Plaza                               |       | 135 m    | 35     | 2011 | Hô-Chi-Minh-Ville |
| Saigon Pearl (Sapphire 1&2)               |       | 135 m    | 38     | 2010 | Hô-Chi-Minh-Ville |
| Tour Dolphin 1                            |       | 134,5 m  | 30     | 2012 | Hanoï             |
| Tour Dolphin 2                            |       | 134,5 m  | 30     | 2012 | Hanoï             |
| Tour Son Thinh                            |       | 132 m    | 34     | 2012 | Vung Tau          |
| Tour Blooming Danang 1                    |       | 131,27 m | 37     | 2012 | Da Nang           |
| Tour Blooming Danang 2                    |       | 131,27 m | 37     | 2012 | Da Nang           |
| The Sun City 1                            |       | 131 m    | 32     | 2012 | Hô-Chi-Minh-Ville |
| The Sun City 2                            |       | 131 m    | 32     | 2012 | Hô-Chi-Minh-Ville |
| Sunrise City (Plot V)                     |       | 130,9 m  | 33     | 2012 | Hô-Chi-Minh-Ville |
| Tours EVN 2                               |       | 129 m    | 29     | 2010 | Hanoï             |
| Tour City View                            |       | 125,15 m | 33     | 2012 | Hanoï             |
| Pearl Phuong Nam                          |       | 125 m    | 31     | 2010 | Hanoï             |
| Sunrise City (Plot X)                     |       | 121,9 m  | 29     | 2014 | Hô-Chi-Minh-Ville |
| Duc Khai Tower                            |       | 120 m    | 30     | 2012 | Hô-Chi-Minh-Ville |
| Tour Sky City 1                           |       | 120 m    | 31     | 2010 | Hanoï             |
| Tour Sky City 2                           |       | 120 m    | 31     | 2010 | Hanoï             |
| Richland Emerald                          |       | 112 m    | 28     | 2010 | Hô-Chi-Minh-Ville |
| Bao Gia 3                                 |       | 110 m    | 20     | 2009 | Hô-Chi-Minh-Ville |
| Tour Mipec                                |       | 110 m    | 27     | 2011 | Hanoï             |
| FPT Lang Ha                               |       | 108 m    | 28     | 2012 | Hanoï             |
| Tour APEX                                 |       | 100 m    | 27     | 2011 | Hanoï             |
| Tour Centre Thai Duong 1                  |       | 100 m    | 34     | 2012 | Vung Tau          |
| Tour Centre Thai Duong 2                  |       | 100 m    | 34     | 2012 | Vung Tau          |
| Tour Centre Thai Duong 3                  |       | 100 m    | 34     | 2012 | Vung Tau          |